# كورومي إينوي
كورومي إينوي (باليابانية: 乾くるみ) (1963، شيزوكا في اليابان)؛ روائي ياباني.